# Панама (головний убір)

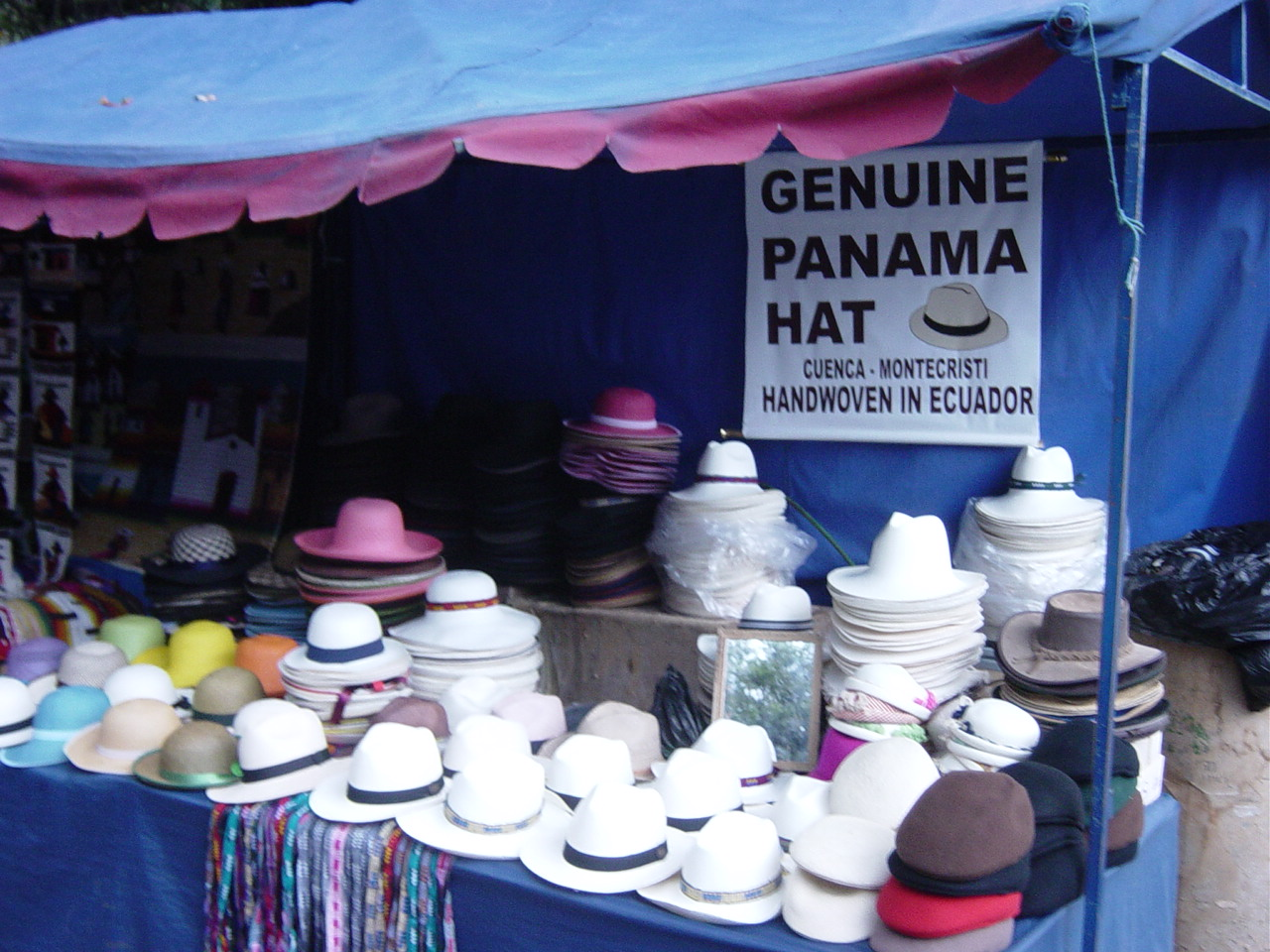
Панами на ринці в Еквадорі

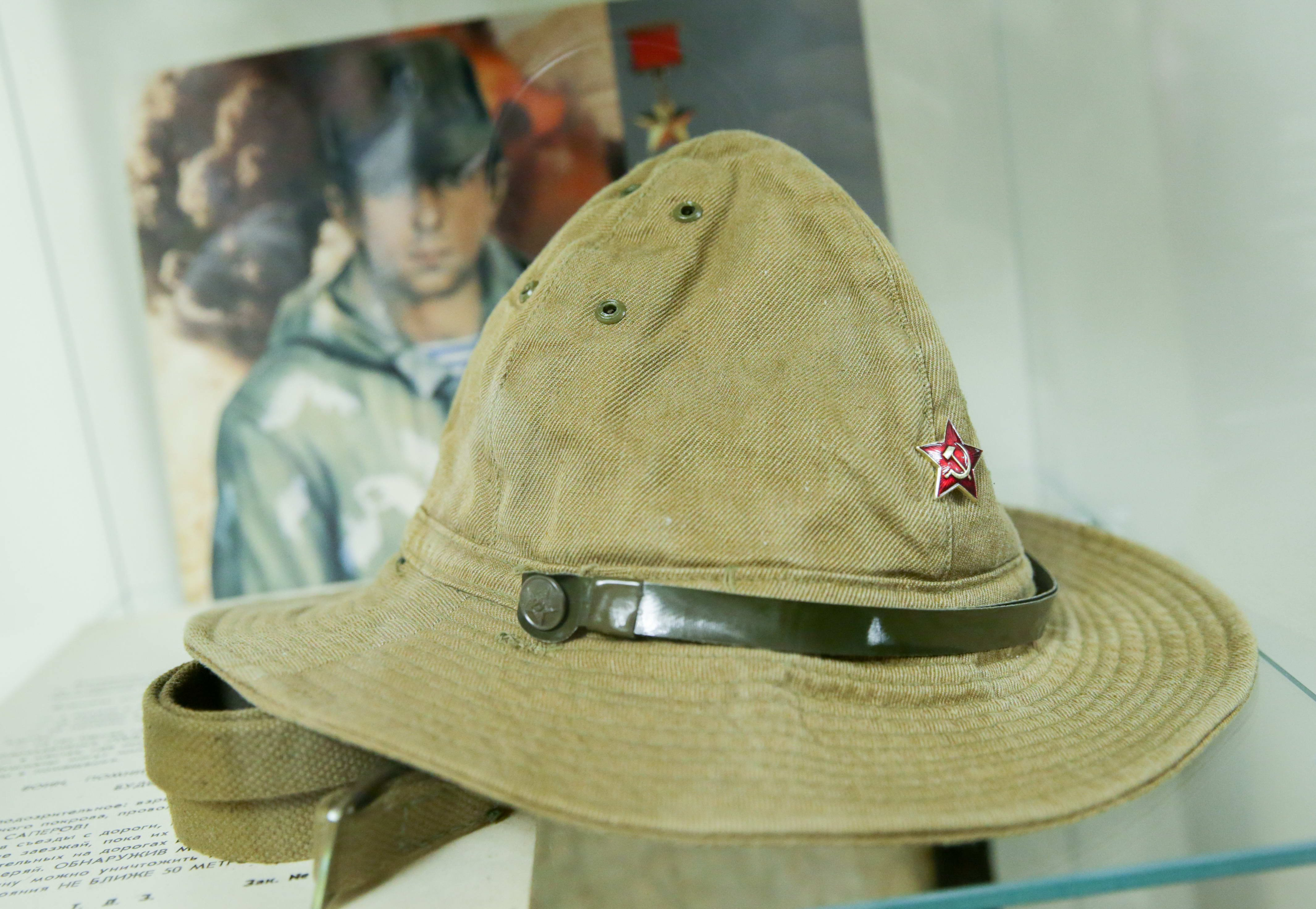
Армійська панама військовослужбовців Радянської армії, для спекотних районів СРСР

Пана́ма — традиційний головний убір еквадорського походження, що виробляється з соломи рослини токілья (Carludovica palmata). 
Ці брилі почали виробляти в кінці 19 — на початку 20 століття в еквадорському кантоні Каньяр і потрапили в Європу та Азію через Панаму, як і багато інших південноамериканських товарів. Цей бриль досі вважається найпопулярнішим типом солом'яних капелюхів. Еквадорський герой Елой Альфаро допоміг фінансуванню та популяризації цього головного убору, просуваючи ліберальну революцію в Еквадорі.